# 雾岛丽香
雾岛丽香（日语：／ Kirishima Reika，1972年8月5日—），日本女演员。新潟縣出生。

## 演出作品

### 電影
- 2000年：《千年決鬥》，導演 北村龙平
- 2004年：《下弦之月》，導演 Ken Nikai
- 2004年：《哥斯拉之终极战役》，導演 北村龙平
- 2005年：《遇人不熟》，導演 内田贤治
- 2005年：《@ベイビーメール》，導演 中村義洋
- 2008年：《在遥远彼方的小千》，導演 兼重淳石井克人
- 2008年：《阴兽》，飾演 Barbet Schroeder
- 2009年：《天堂之门》，導演 Michael Arias
- 2010年：《失忆少女物语》，導演 Hans Canosa
- 2010年：《挪威的森林》，飾演 石田玲子，導演 陳英雄
- 2012年：《幸福的面包》，導演 三岛有纪子
- 2021年：《在車上》，導演 滨口龙介，飾演：家福音

### 電視劇
- 1998年：《Brothers》
- 1999年：《半張雙人床》
- 2000年：《カードGメン・小早川茜》，飾演：吉武綾
- 2000年：《花村大介》
- 2000年：《愛情賓館大客滿》
- 2001年：《上流旅館》
- 2003年：《草壁署迷宮課迷宮先生2》，飾演：奥瀬理香
- 2003年：《事件記者冴子の殺人スクープ》，飾演：大貫美奈代
- 2006年：《人生full-course》，飾演：生田亜樹
- 2007年：《貧窮貴公子》第6集
- 2008年：《東京 Ghost Trip》，飾演：平松泉
- 2008年：《33分偵探》第8集，飾演：母親
- 2008年：《電視審判秀》
- 2008年：《世界奇妙物语 2008秋之特别篇》「推理計程車」，飾演：鳥飼久美
- 2008年：《我为屋狂》，飾演：篠原
- 2009年：《終點站系列〜殺人同盟》，飾演：石野和枝
- 2009年：《妄想姉妹〜文學という名のもとに〜》第11集，飾演：アヤコ
- 2009年：《わたしが子どもだったころ》
- 2009年：《我要上太空》，飾演：藤井ルミ
- 2009年：《深夜食堂》第6集，飾演：アケミ
- 2009年：《潘朵拉II 飢餓列島》，飾演：今川咲子
- 2010年：《薊花姑娘的搖籃曲》第8集「月ノホタル」，飾演 竹内姫子（主演）
- 2010年：《PERFECT REPORT》第5集，飾演：森山美代子
- 2010年：《宇宙犬作戰》episode 18（前篇・後篇），飾演：Jamal
- 2010年：《古代少女隊Dogoo V》第10集，飾演：江藤妙子
- 2011年：《借王II》，飾演：石田優子
- 2011年：《CONTROL～犯罪心理搜查～》第3集，飾演：秋元恭子
- 2011年：《相棒9》第17集，飾演：北園摩耶子
- 2011年：《再生巨流》飾演：黑崎沙織
- 2011年：《警部補・佐佐木丈太郎3》飾演：伊知地美代子
- 2011年：《絕對零度-特殊犯罪潛入搜查》第6集，飾演：有働三奈子
- 2011年：《Last money ～愛的價值～》第3集，飾演：真田啓子
- 2011年：《今日諸事大吉》飾演：白須理惠
- 2012年：《殺人草莓夜》第10集・最終話，飾演：小林實夏子
- 2012年：《推定有罪》飾演：加山清治的妻子
- 2012年：《戀愛很奢侈會降臨到我身上嗎?]》
- 2012年：《D×TOWN》 第四弾「スパイ特区」，飾演：桐野彌生
- 2012年：《無法呼吸的夏天》，飾演：片岡亞沙美
- 2013年：《LAST HOPE》，飾演：齊藤仁美
- 2013年：《APOYAN～奔跑吧国际机场》第7集，飾演：アオヤマサキコ（Aoyama Sakiko）
- 2013年：《書店員美智留的遭遇》最終話，飾演：香月あけみ
- 2013年：《飛翔公關室》第3集，飾演：鷺坂雪子
- 2013年：《讓人幸福的三種購物》「買公寓的女人」，飾演：乃木貴子
- 2013年：《只要吃》，飾演：童門佳代子
- 2013年：《急診室女醫2013》，飾演：小島華子
- 2014年：《愛麗絲之棘》，飾演：田崎絢芽
- 2014年：《花子與安妮》，飾演：濱口貞
- 2014年：《ST 紅與白的搜查檔案》第4集，飾演：山縣佐知子
- 2014年：《零的真相～監察醫·松本真央～》第7集，飾演：松本夏子
- 2014年：《型男的時光之旅》第2集，飾演：高橋加奈子
- 2014年：《Legal High》特別篇2，飾演：岡部知惠
- 2015年：《天使與惡魔-未解決事件匿名交涉課-》CASE 1，飾演：上田倫子
- 2015年：《戀愛時代》，飾演：喜多嶋貴子
- 2015年：《世界奇妙物语 世界奇妙物語 25週年春季特別篇～人氣漫畫家競賽篇～》「面」，飾演：岡本未來母親
- 2015年：《She》，飾演：荻原水希
- 2015年：《三個城市的物語》，飾演：東郷惠美
- 2015年：《刑警7人》第7集，飾演：溝口幸惠
- 2015年：《治癒者霧子的約束》，飾演：平井透子
- 2015年：《掟上今日子的備忘錄》第1集，飾演 蓮根結子
- 2015年：《Transit Girls》，飾演：志田まどか
- 2016年：《急救車》第1集，飾演：倉田佐和子
- 2016年：《Career～打破常規的警察署長～》第2集，飾演：大鳥真理惠
- 2016年：《十九歳》，飾演：祐村淺子
- 2017年：《殘酷的觀眾們》，飾演：美和
- 2017年：《太太 請小心輕放》，飾演：小野寺友惠
- 2017年：《記不起》，飾演：神田由美
- 2018年：《有錢人家鳥事多》，飾演：北澤早和子
- 2018年：《FINAL CUT》第9集，饰演：百百瀨薰
- 2018年：《京都南署鑑識事件簿12》，飾演：木下真知子
- 2018年：《花過天晴～花樣男子 Next_Season～》，飾演：神樂木律子
- 2019年：《法庭女王》，飾演：宇佐美沙織
- 2019年：《JOKER×FACE》第8集，飾演：柳明子
- 2019年：《白衣戰士!》第4集，飾演：平井美紀
- 2019年：《女王偵訊室 3rd SEASON》第8集，飾演：宇佐美友香
- 2019年：《夏洛克：未敘之章》第6集，飾演：高遠美樹
- 2020年：《絕味之路》第10集，飾演：老闆女兒
- 2020年：《不管夜晚多黑》，飾演：星野希久子
- 2020年：《24 JAPAN》，飾演：小畑綠子
- 2021年：《遺留搜查 第六季》第5集，飾演：倉持碧
- 2022年：《金田一少年之事件簿5》第9集・第10集，飾演：響靜歌
- 2022年：《Prism》，飾演：森下章子
- 2022年：《多龍芝》，飾演：躑躅我鸞
- 2022年：《相棒 第21季》第8集，飾演：篠塚由香子
- 2023年：《Dr.Chocolate》第3集、第5集，飾演：香織
- 2023年：《FIXER》，飾演：中埜文香

## 外部連結
- 霧島れいか （页面存档备份，存于） - プロダクション尾木
- 霧島れいか - Nest，存于
- reikakirishima霧島れいか的X（前Twitter）
- 雾岛丽香的Instagram帳戶
- 役者魂.jp （页面存档备份，存于） - 役者魂.jp 霧島れいかインタビュー